# All die weil ich mag
All die weil ich mag ist das zweite Studioalbum der deutschen Folk-Rock-Band Ougenweide. 
Es erschien 1974 bei Polydor und wurde 2006 bei Bear Family Records wiederveröffentlicht.

## Allgemeines
Das zweite Album, das schon ein Jahr nach dem Debütalbum von Ougenweide erschien, zeugt vom gestiegenen Selbstbewusstsein der Band. Dies lag einerseits am rasch wachsenden Erfolg, andererseits am Einstieg der Sängerin Minne Graw, durch den die Band ihre prägende weibliche Gesangsstimme bekam. Die Musik des Albums zeugt von Spielfreude und Optimismus.
Mit dieser neuen Besetzung erarbeitete sich die Band Lieder aus acht Jahrhunderten.
Gleich zu Beginn in Der Fuchs und der Rabe zeigt Minne Graw, was von ihr gesanglich zu erwarten ist. Im stilistischen Kontrast steht Der Rivale, ein Lied aus der Mitte des 17. Jahrhunderts, das in derben Worten das Gefühl der Eifersucht schildert. 
Der älteste Text auf dem Album stammt aus dem 10. Jahrhundert. Durch den dreistimmigen Gesang und die kanonartige Melodie wird der mystische Charakter des aus den Merseburger Zaubersprüchen entnommenen Textes nicht nur untermalt, sondern ergänzt und verstärkt.
Durch die beiden Lieder Ich spring an disem ringe und Wan si dahs (so viel wie: „Als sie Flachs schwang“) erweist die Band der Minne die Ehre. Dabei unterstreichen die Arrangements den idyllischen, verklärten Charakter der Texte.

## Titelliste (LP)
Seite 1 (20:13) 
1. Der Fuchs und der Rabe (3:00)
2. Der Rivale (6:37)
3. Der Rattenfänger (3:35)
4. Für Irene (3:24)
5. Merseburger … (3:30)
a) Zaubersprüche
b) Tanz

Seite 2 (20:03)
1. Ich spring an disem ringe (2:18)
2. Wan sie dahs (2:16)
3. Der Blinde und der Lahme (6:17)
4. Palästina Lied (3:41)
5. Wintertanz (3:04)
6. Einen gekrönten reien (3:04)

## Sonstiges
- Das Palästinalied von Walther von der Vogelweide brachte der Band erste harte Kritik ein. In einer Zeit der aufkommenden Friedensbewegung schien vielen ein Text, der zum Kreuzzug ins Heilige Land aufruft, nicht opportun. Dabei wurde die Bearbeitung dieses Liedes – das einzige Lied Walthers, dessen Melodie überliefert wurde – zum Vorbild vieler Interpretationen neuerer Zeit.
- Bei Minne Graw handelt es sich nicht um ein Pseudonym.[1]